# صمد به مدرسه می‌رود
صمد به مدرسه می‌رود فیلمی به کارگردانی و نویسندگی پرویز صیاد محصول سال ۱۳۵۲ است.

## بازیگران
- پرویز صیاد: صمد
- نوذر آزادی: مدیر
- حسین امیرفضلی: مشهدی باقر
- عبدالعلی همایون:سرکار استوار
- حسن رضیانی:عین اله خان باقرزاده
- فرخ لقا هوشمند:ننه آغا
- رضا شفیع: کدخدا
- مینو شفیع: لیلا
- محمود بهرامی: سیامک
- محمد گودرزی:ناظم (کاظم آقا)
- علی زاهدی: قوچ علی
- باقر صحرارودی: آقای معلم
- جهانگیر فروهر: خان باباخان
- قدرت اله انتظامی:  گروهبان قندلی
- محمد اسکندری:
- علی اوحدی:
- خسرو زنگباری:
- علیرضا قوامی:
- اسماعیل شیرازی:
- عباس نوروزی:
- نجف علی هادی:
- رضا هوشمند: سلطان خان
- منوچهر یکتاوثوقی:
- آپیک یوسفیان: خانم معلم
- عباس وثوق:
- مهدی حاجی صفاری:
- محسن سلیمی:
- لطفی:
- بشیر نصیری:
- عربی:
- محمد میرحسینی:
- محمد سوهانکی:
- پرویز جهرمی:
- محمدتقی شریفی:
- طاهرنیا: